# Серия (стратиграфическое подразделение)
Серия — местное стратиграфическое подразделение, объединяющее две и более свит. Свиты одной серии образуют крупный цикл осадконакопления и характеризуются общими признаками или их направленной сменой. Серия свит может характеризоваться общими условиями формирования (морские, континентальные, вулканические) или доминированием каких-то пород (осадочных, вулканогенных, метаморфических). 
Серия — самая крупная единица из местных стратиграфических подразделений. Серии охватывают мощные и сложные по составу толщу пород, обычно отвечающих одному крупному седиментационному, вулканическому или тектоническому циклу.  Серии охватывает крупные регионы относительно однородного геологического строения, имеют собственное географическое название. Примеры — верейская, каширская, подольская и мячковская серии московского яруса среднего карбона. 
Серии разделяются крупными стратиграфическими и угловыми несогласиями. В геосинклинальных областях на границах серий  проявляется интрузивный магматизм. 